# Gerontological Care
|                                      | Dieser Artikel wurde im Portal Pflege zur Verbesserung eingetragen. Als Begründung wurde angegeben: „Artikel querlesen, ggf. wikifizieren --Crazy1880 21:32, 17. Dez. 2009 (CET)“. Hilf mit, ihn zu bearbeiten, und beteilige dich an der Diskussion! |
| Vorlage:Portalhinweis/Wartung/Pflege | |

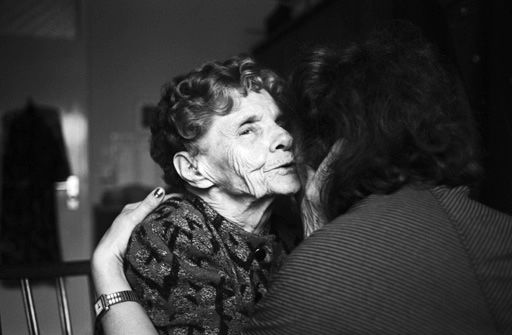
Die Beziehungsebene spielt in allen Disziplinen eine wichtige Rolle.

Unter Gerontological Care (englische Übertragung: Gerontologische Begleitung, Betreuung und Pflege) wird die interprofessionelle und interdisziplinäre Sorge für hochbetagte Menschen mit erhöhter Gebrechlichkeit verstanden.

## Ziele
Das Ziel gerontologischer Begleitung, Betreuung und Pflege ist die Erhaltung der bestmöglichen Lebensqualität bis zum Tod des hochbetagten Menschen. Dabei wird sein soziales Umfeld genauso berücksichtigt wie die gesellschaftlichen Gegebenheiten und die Rahmenbedingungen, unter denen die gerontologische Begleitung, Betreuung und Pflege angeboten werden. Gerontological Care orientiert sich an den aktuellen Entwicklungen der Gerontologie, der Palliativmedizin und -pflege, der Geriatrie, der Gerontopsychiatrie, der Pflegewissenschaft und der Sozialen Arbeit.

## Grundlegendes Verständnis
Folgende zentrale Aussagen liegen dem Grundverständnis von Gerontologischer Begleitung, Betreuung und Pflege zu Grunde:
- Erhöhte Gebrechlichkeit sowie akute und chronische Gesundheitsprobleme sind immer eingebunden in individuelle Lebensentwürfe und kollektive Lebenslagen.
- In der Hochaltrigkeit sind gesundheitliche Beschwerden durch das gleichzeitige Vorhandensein von Gebrechlichkeit und verschiedenen Gesundheitsproblemen (Multimorbidität) mehr als rein medizinisch-pflegerisch zu behandelnde Probleme. Es geht ebenso beispielsweise um Fragen persönlicher oder gesellschaftlicher Altersbilder, des sozialen Zusammenlebens, des Abschiednehmens oder der Linderung von Leiden.
- Gesundheitsbeschwerden sind immer unter Berücksichtigung der Ressource des hochaltrigen Menschen zu verstehen und anzugehen.
- Inter- und transdisziplinäre Perspektiven auf der Basis eines mehrdimensionalen Menschenbildes sind für eine professionelle Betreuung älterer Menschen zentral. Ein solches Menschenbild umfasst körperliche, geistige, psychische, soziale, kulturelle und spirituelle Aspekte des Menschseins.
- Ziel der Betreuung hochaltriger Menschen ist die Unterstützung von selbstbestimmter Alltagsbewältigung im Blick auf die Optimierung von Lebensqualität.
- Die Betreuung hochaltriger Menschen schließt immer eine Auseinandersetzung mit der eigenen Endlichkeit, dem eigenen Sterben und dem Tod mit ein.

## Sozial- und gesundheitspolitische Herausforderung
Angesichts der demographischen Entwicklungen hin zu einer Gesellschaft des langen Lebens gewinnt die berufliche wie auch persönliche Auseinandersetzung mit Fragen des Alterns und der Hochaltrigkeit immer mehr an Bedeutung. Fest steht, dass sich die steigende Lebenserwartung vor allem in einem starken Anwachsen des Segments der Hochbetagten auswirkt. Die sich verlängernde Lebensdauer erweist sich zwar überwiegend als eine Zunahme der Jahre relativ gesunden, behinderungsfreien Alterns. Manches spricht für die vom Stanforder Mediziner James F. Fries schon 1980 entwickelte These der verdichteten Morbidität (engl. compressed morbidity). Danach lässt sich nach einer langen Phase gesunden, von fremder Hilfe weitgehend unabhängigen Alterns die, oft von chronischen Krankheiten und Pflegeabhängigkeit geprägte Zeit, auf die letzte Lebensphase komprimieren Dennoch bringt die Steigerung des durchschnittlichen Lebensalters unweigerlich auch eine starke Vermehrung der Anzahl Menschen mit sich, die als Hochbetagte in eine Phase der Gebrechlichkeit, der Multimorbidität und damit auch des Angewiesenseins auf vermehrte Unterstützung, Begleitung und Pflege eintreten.
So hoffnungsvoll die Gesundheitsaussichten für die Phase des 3. Lebensalters, von circa 65 bis 80 Jahren, auch geworden sind, bleibt doch der „Trauerflor“ eines Lebens mit oft markanten körperlichen und psychosozialen Einschränkungen in der letzten Lebensphase als Hochbetagte ab etwa dem 80. Lebensjahr. Dies gilt es als Herausforderung anzunehmen und zu bewältigen – für die betroffenen alten Menschen selbst, für ihre Angehörigen und Betreuenden, für die Sozialversicherungssysteme, für die Gesundheitspolitik und für die Gesellschaft generell. François Höpflingers und Valérie Hugentoblers Fazit ist nicht zu umgehen: „Die Zahl hochbetagter Frauen und Männer wird massiv zunehmen, und dies bleibt auch dann eine markante gesundheitspolitische Herausforderung, wenn Pflegebedürftigkeit im Alter zukünftig erst spät oder vermindert auftritt.“

## Bildungspolitische und organisatorische Herausforderungen
Diese sozial- und gesundheitspolitischen Herausforderungen haben auch Auswirkungen auf die Organisationen im Sozial- und Gesundheitswesen. Es geht darum, institutionelle Dienstleistungen zu entwickeln, die es Menschen gestatten, auch in hohem Alter ein Leben mit möglichst hoher Lebensqualität zu führen, eingebunden in soziale Beziehungen und in die Teilnahme am Leben der Gesellschaft insgesamt. Die Aufgabe stellt sich, vielfältige professionelle Unterstützungsangebote bereitzustellen, die es auch Menschen mit hoher Gebrechlichkeit und Multimorbidität ermöglichen, ganzheitlich in ihren Ressourcen und Defiziten ernst genommen sowie in ihrer Würde und ihrem Autonomieanspruch respektiert zu werden. Um diesem Umstand gerecht zu werden, bedarf es einer besonderen Qualifikation der Professionellen.
Professionelle Begleitung, Betreuung und Pflege von hochbetagten Menschen mit erhöhter Gebrechlichkeit und Multimorbidität ist eine sehr komplexe Aufgabe, die neben entsprechend angepassten organisatorischen Lebens- und Rahmenbedingungen eine entsprechend breit abgestützte fachliche und persönliche Kompetenz voraussetzt. Es ist seit längerem anerkannt, dass gerade in der Betreuung hochaltriger Menschen im Langzeitbereich ein bildungsmässiger Nachholbedarf besteht.
Verschiedene neue Aus- und Weiterbildungsangebote sind entstanden oder kommen gegenwärtig neu auf den Markt, die das hier bestehende Defizit angehen wollen. Dabei scheint allerdings unerlässlich, sich über das heute geforderte Anforderungs- und Bildungsprofil und die Paradigmen, die ihm notwendigerweise zugrunde liegen müssen, Klarheit zu verschaffen. So sehr medizinische Versorgung einen zentralen Aspekt dessen ausmacht, was heute für eine professionelle Betreuung hochbetagter Menschen mit erhöhter Gebrechlichkeit zu fordern ist, so sehr greift sie als Profil für eine heute notwendige Aus- und Weiterbildung zu kurz. Die Forderung bedingt, den alten Menschen nicht nur reduktionistisch unter dem Blickwinkel seiner körperlichen oder psychischen Defizite wahrzunehmen, sondern ihn umfassender im Blick auf seine persönlichen Ressourcen und Einschränkungen, seine individuelle lebensweltliche Situation und seine Teilhabe am Leben der Gesellschaft insgesamt zu akzeptieren. Dabei spielt die interdisziplinäre Zusammenarbeit eine zentrale Rolle. Sollen Bildungsangebote angesichts der konkreten Herausforderungen der Praxis, im Blick auf neuere wissenschaftliche Erkenntnisse und auf dem Hintergrund der internationalen Diskussion um die entsprechenden Professions- und Berufsbildungsentwicklungen nicht zu kurz greifen, müssen sie auf 6 Grundpfeilern ruhen, die in ihrem Zusammenspiel das heute erforderliche Bildungsprofil bestimmen:
- Soziale Gerontologie
- Geriatrie und Gerontopsychiatrie
- Pflegewissenschaft
- Palliative Care
- Ethische und sozialpolitische Perspektive.

## Ausbildungskonzepte Gerontological Care
Aufgrund der Aufgaben dieser verschiedenen Disziplinen und Professionen wird deutlich, dass das, worum es heute gehen muss, als interprofessionell geleistete ’’Gerontological Care’’ zu bezeichnen ist. Erst auf der Grundlage dieses Konzeptes wird es gelingen, Angebote der Aus- und Weiterbildung zu konzipieren, die den heutigen Anforderungen der Praxis und den neueren wissenschaftlichen Entwicklungen genügen. Das Care-Konzept erweist sich als zentrale Brücke zwischen den oben beschriebenen Disziplinen und Professionen. In der Schweiz kann im Rahmen eines Aufbaustudiums der Abschluss Master of Advanced Studies in Gerontological Care erworben werden. In Deutschland wird von der Kolping Hochschule Gesundheit und Soziales berufsbegleitend der Bachelor-Studiengang Gerontologie, Gesundheit & Care angeboten.